# Formule 3
De Formule 3 is na de Formule 1 en de Formule 2 de belangrijkste formuleautoklasse.

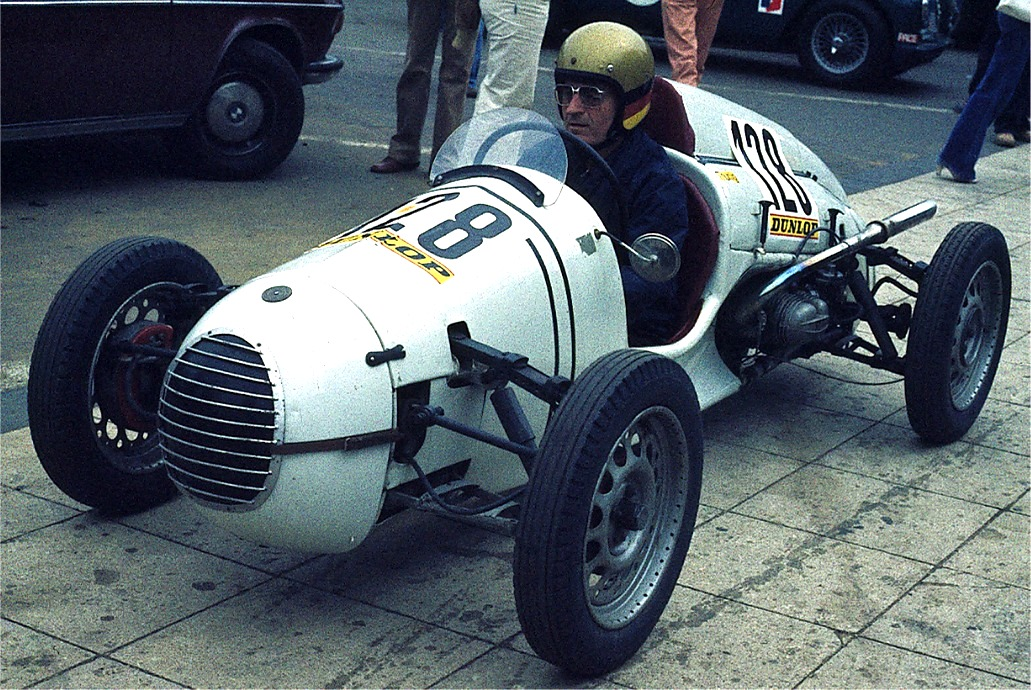
Formule 3 uit 1949 met 500-cm³-BMW

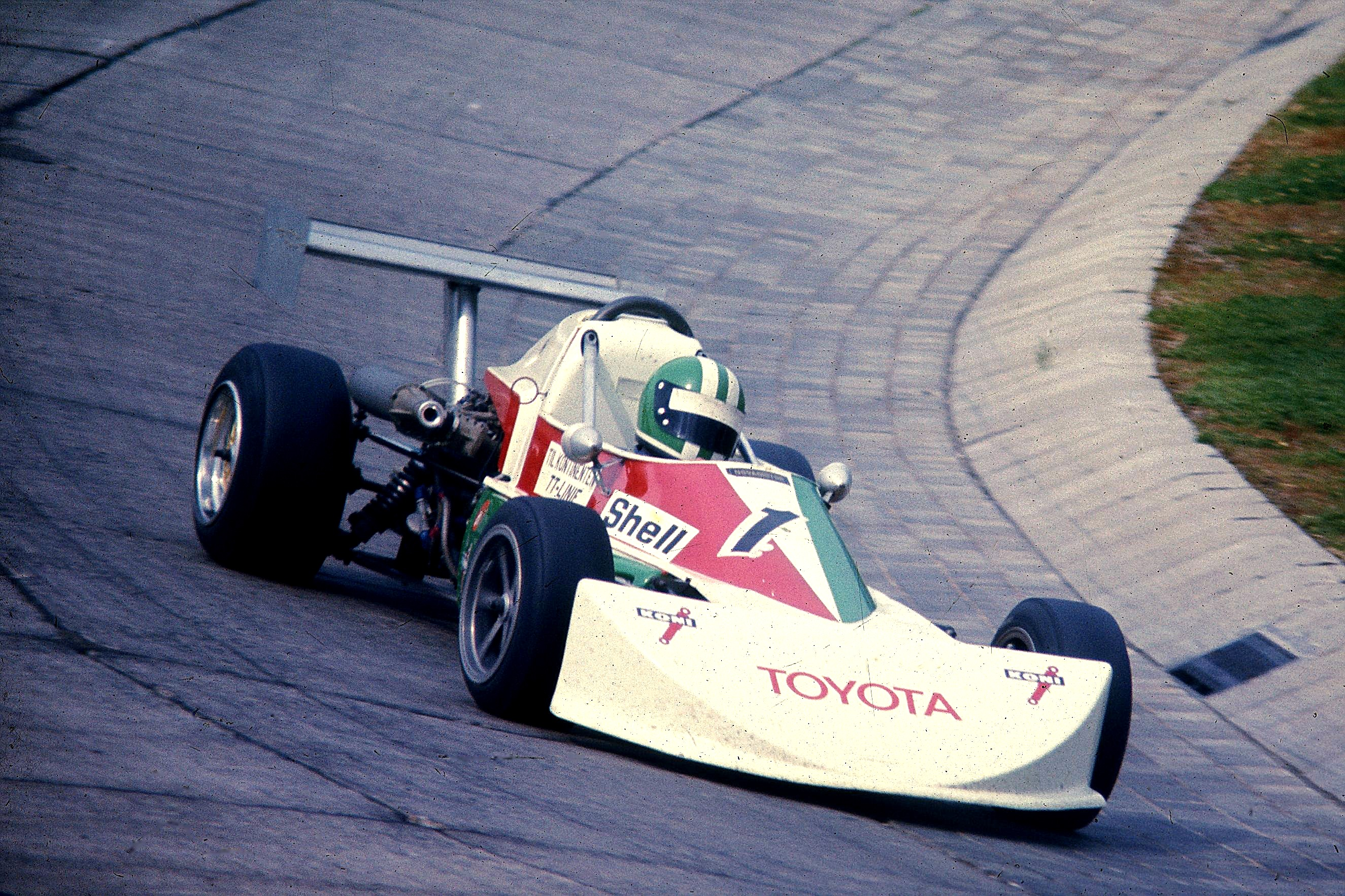
March-Toyota Formule 3 op de Nürburgring 1976

Qua rijstijl is de Formule 3 wel te vergelijken met de Formule 1, met het verschil dat de kracht en de snelheid in de Formule 1 een stuk hoger liggen.
In tegenstelling tot de Formule 1 heeft de Formule 3 verschillende kampioenschappen. De belangrijkste is het FIA Formule 3-kampioenschap. Dit is het resultaat van het samenvoegen van de GP3 Series en het Europees Formule 3-kampioenschap. Alle races van dit kampioenschap vinden plaats tijdens evenementen van de Formule 1.
Een ander belangrijk kampioenschap is het Brits Formule 3-kampioenschap, waaruit ook al vele succesvolle coureurs voortkwamen. Daarnaast zijn er in Europa nog nationale Formule 3-competities in onder meer Italië en Spanje. In Duitsland werd, om het gat op te vullen dat ontstond na het opgaan van het Duits Formule 3-kampioenschap in de Euroseries, in 2003 de nationale Recaro Formel 3 Cup in het leven geroepen. Buiten Europa zijn er Formule 3-kampioenschappen in onder andere Japan en Zuid-Amerika.
Naast de nationale kampioenschappen zijn er drie grote Formule 3-evenementen: de BP Ultimate Masters of Formula 3 in Zandvoort, de Grand Prix van Macau en de Korean Superprix in Changwon.
Gedurende lange tijd was de jaarlijkse Formule 3-race in Monaco - die traditioneel werd verreden tijdens het weekend van de Grote Prijs van Monaco Formule 1 - de belangrijkste Formule 3-afspraak van het seizoen. Deze wedstrijd werd tussen 1997 en 2005 niet verreden en was in 2006 onderdeel van de EuroSeries.

## Nederland
In Nederland is er een professioneel Formule 3-team, Van Amersfoort Racing uit Zeewolde. Onder andere Jos Verstappen, Max Verstappen, Tom Coronel, Christijan Albers, Bas Leinders, Huub Rothengatter, Jaap van Lagen, Charles Leclerc en Ho-Pin Tung hebben bij Van Amersfoort gereden. In 2005 werd Van Amersfoort Racing kampioen in de Formule Renault 2.0 met Renger van der Zande en derde met Récardo Bruins. In 2006 reed Van Amersfoort Racing met Récardo Bruins en Carlo van Dam in het Duits kampioenschap. In 2014 won het voor de eerste keer in het Europees Formule 3-kampioenschap met Max Verstappen. Men zou samen nog 9 andere races winnen. Verstappen werd dat jaar derde.

## Kampioenschappen

### Huidige kampioenschappen
- FIA Formule 3-kampioenschap
- Aziatisch Formule 3-kampioenschap
- Amerikaans Formule 3-kampioenschap
- Formula Regional European Championship
- Brits Formule 3-kampioenschap
- Euroformula Open
- Australisch Formule 3-kampioenschap
- All-Japan F3
- W Series

### Voormalige kampioenschappen
- Europees Formule 3-kampioenschap
- Formule 3 Euroseries
- Duits Formule 3-kampioenschap (kampioenen)
- Italiaans Formule 3-kampioenschap
- Frans Formule 3-kampioenschap
- Zuid-Amerikaans Formule 3-kampioenschap
- Braziliaans Formule 3-kampioenschap